# Bentley Rhythm Ace
Bentley Rhythm Ace (BRA) ist ein britisches Duo für Elektronische Musik, das 1995 in Birmingham gegründet wurde und aus Mike Stokes und Richard March besteht.

## Geschichte
Die Band wurde in Birmingham von Richard March, vormals bei Pop Will Eat Itself, und Mike Stokes, vormals bei Bugweed Centipede, gegründet.

“Both more or less penniless, they drank in the same pub and were forced to buy their records at the cheapest place possible - car bootsales.”

„Beide mehr oder weniger mittellos, tranken sie in dem gleichen Pub und waren gezwungen, ihre Platten dort zu kaufen, wo es am billigsten war – bei Autoverkäufern.“

Es gab Gastauftritte von James Atkin, Mitglied der Indie-Band EMF.
Bentley Rhythm Aces Live-Drummer waren Keith York und Fuzz Townshend, mit denen March zuvor in Pop Will Eat Itself gespielt hatte.
BRA unterschrieben beim Brightoner Plattenlabel Skint und veröffentlichten 1997 ihr gleichnamiges Debütalbum Bentley Rhythm Ace, aus dem die beliebte Single Bentleys Gonna Sort You Out! hervorging.
Ein zweites Album, For Your Ears Only, wurde 2000 auf dem Label Parlophone veröffentlicht, war aber weniger beliebt. Eine weitere Single Madam, Your Carriage Awaits wurde veröffentlicht. Die Gruppe veröffentlichte daraufhin eine Doppel-CD namens FSUK3. Im Jahr 2004 veröffentlichten die Bentleys eine vier Songs umfassende Platte mit Sophia Lolley namens Angel Face.
Der Name der Gruppe bezieht sich wahrscheinlich auf die Rhythm Ace Linie der analogen Drumcomputer von Ace Tone, von denen einige von Bentley Pianos in Großbritannien umbenannt und vertrieben wurden.
Die Gruppe verkörpert die Big Beat-Ära. Unter Vertrag bei Skint Records, genossen sie kommerziellen Erfolg mit ihrer Musik, die in der Fernsehwerbung verwendet wurde und eine Underground-Fangemeinde hatte.
Die Gruppe löste sich auf im Jahr 2000, danach wurden lediglich gelegentlich DJ-Sets gespielt. Im Jahr 2016 gab es eine Wiedervereinigung des Duos. Es wurden auf Festivals in ganz Großbritannien Live-Sets gespielt und die Dezember-Tour von The Wonder Stuff unterstützt.

## Diskografie

### Studioalben
- 1997 BRA
- 2000 For Your Ears Only

### Singles
- 1996 Bentleys Gonna Sort You Out!
- 1996 Midlander (There Can Only Be One)
- 1997 Bentleys Gonna Sort You Out! / Run on the Spot
- 2000 Theme from Gutbuster
- 2000 How’d I Do Dat???
- 2004 Angel Face (mit Sophia Lolley)